# Alacrán enamorado
Alacrán enamorado es una película española estrenada el 12 de abril de 2013 dirigida por Santiago Zannou. Basada en la novela homónima escrita por Carlos Bardem. 

## Sinopsis
Julián (Álex González), Asterix (Javier Mancebo) y Luis (Miguel Ángel Silvestre) pertenecen a un grupo de ideología neonazi liderado por Solís (Javier Bardem). Junto con otros miembros del grupo atacan todo lo considerado enemigo a base de amenazas y palizas. Julián frecuenta el gimnasio de Pedro (Hovik Keuchkerian) y le pide que le enseñe a boxear. Carlomonte (Carlos Bardem) desconfía de Julián pero lo empieza a entrenar. En el gimnasio también trabaja Alyssa (Judith Diakhate) una joven mulata de la que Julián se enamora. El amor por Alyssa y el boxeo hacen que Julián empiece a cambiar, algo que su amigo Luis no está dispuesto a aceptar.

## Reparto
- Álex González es Julián "Alacrán".
- Javier Bardem es Solís.
- Judith Diakhate es Alyssa.
- Carlos Bardem es Carlomonte.
- Miguel Ángel Silvestre es Luis.
- Luis Mottola es Speaker.
- Hovik Keuchkerian es Pedro.

## Premios y nominaciones
69.ª edición de las Medallas del Círculo de Escritores Cinematográficos
| Categoría              | Persona                       | Resultado |
| ---------------------- | ----------------------------- | --------- |
| Mejor actor secundario | Carlos Bardem                 | Ganador   |
| Actor revelación       | Hovik Keuchkerian             | Nominado  |
| Mejor guion adaptado   | Santiago Zannou Carlos Bardem | Nominados |